# Radionavigation
La radionavigation est une technique de navigation utilisant des ondes radioélectriques pour déterminer sa position ou un lieu déterminé. Les points obtenus sont indépendants des conditions de visibilité.

## Définitions
Un système de radionavigation est passif, le mobile déterminant sa position à partir des signaux reçus, sans émetteur à bord.
Un système de radiolocalisation est un système actif avec transmission entre mobile et base, permettant le suivi d'un mobile (navire, véhicule, bouée) depuis un poste central. 
Le radar embarqué peut être considéré aussi comme une technique de radionavigation.

## Historique

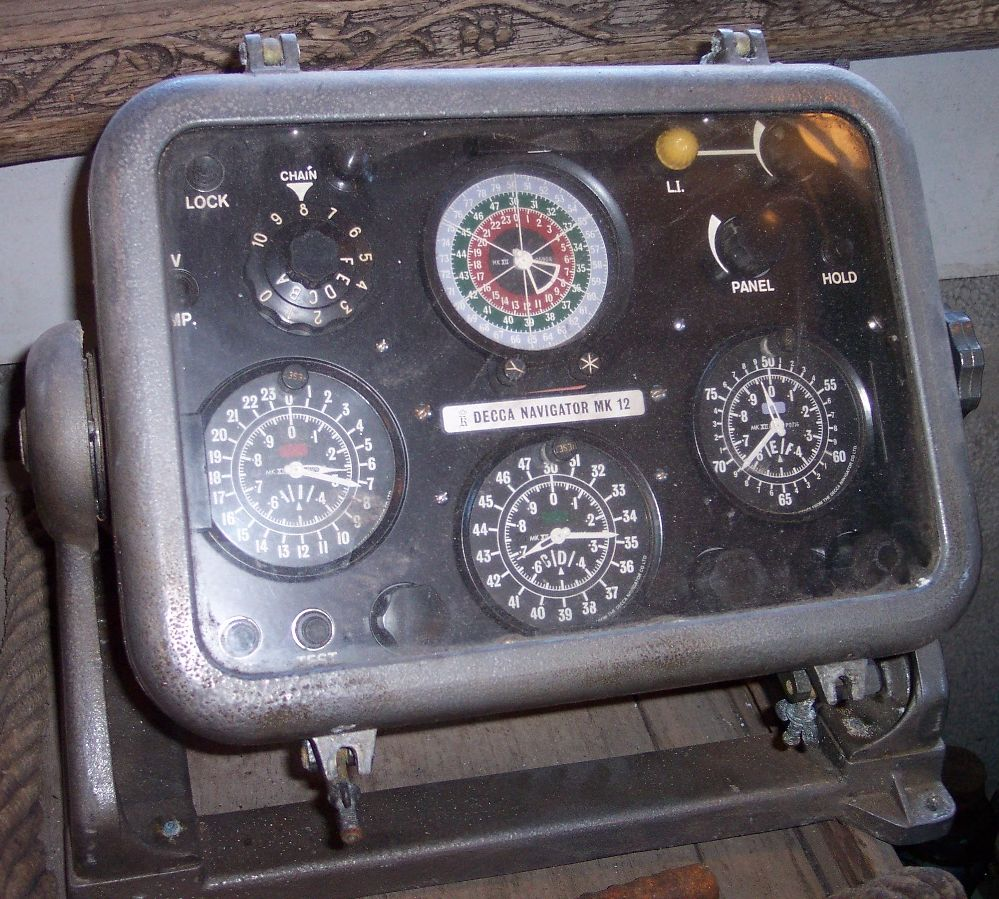
Decca Navigator Mk 12.

L'utilisation des ondes radio comme aide à la navigation est simultanée à la découverte des antennes à cadre directionnel et de la radiogoniométrie associée. Les radiophares ont commencé à aider les navires en Atlantique Nord avant leur usage en aviation. 
Dès 1912, dans de nombreux pays des stations de radiogoniométrie sur la longueur d'onde 450 mètres déterminaient la position des navires, des ballons dirigeables et des avions qui le demandaient. En 1920, la station de radiogoniométrie de Ouessant Gonio indicatif FFU (station Française Fixe de Ushant) donnait 10 relèvements gonios par jour.
En mesurant la direction de deux radiophares ou plus avec un radiocompas, le navigateur détermine un point probable par triangulation. Ces radiocompas se sont perfectionnés jusqu'aux modèles actuels encore largement utilisés en aéronautique.
Le système CONSOL est un perfectionnement développé pendant la seconde guerre mondiale, ne demandant pas d'antenne directive embarquée, le gisement de l'émetteur étant déterminé par le nombre d'impulsions entendues, grâce à un système d'antennes d'émission complexe.  
Une évolution majeure a été obtenue avec les premiers systèmes hyperboliques, le LORAN et le Decca, vers 1940-1945.
Les systèmes hyperboliques déterminent la position en mesurant la différence de temps de propagation entre deux émetteurs (au minimum), le lieu des points à différence égale étant représenté par une hyperbole sur la carte. Trois émetteurs sont nécessaires pour un point (intersection d'hyperboles). Pour éviter des géométries imprécises ou ambiguës, trois émetteurs ou plus sont nécessaires, synchronisés dans une chaîne.
Le premier système hyperbolique, le LORAN-A, fonctionnait à 1 800 kHz. Les stations émettaient des impulsions de quelques millisecondes à phase et début précisément synchronisés. La mesure s'effectuait initialement avec un oscilloscope à bord des aéronefs, puis les progrès de l'électronique ont permis l'affichage direct des différences de temps (TD), puis aujourd'hui du point géographique.
Le Decca utilisait initialement des ondes continues sur quatre fréquences entre 70 et 130 kHz, le mobile devant suivre les trois phases relatives entre la fréquence maître et compter les tours sur des « deccamètres ». Il a été perfectionné dans les années 1970 par une identification automatique des tours grâce à un système de pseudo-impulsion. Le point était obtenu comme pour le LORAN sur des cartes spéciales d'hyberboles puis calculé dans le récepteur dès l'apparition des premiers microprocesseurs. Les chaînes Decca sont aujourd'hui arrêtées. D'autres systèmes hyberboliques locaux ont été développés, comme en France le RANA et le TORAN, afin de pallier l'absence de couverture Decca dans le golfe de Gascogne
L'Oméga était aussi un système hyperbolique, de couverture globale. Il fut développé pour le besoin de la marine américaine et comportait huit émetteurs de très forte puissance dans la bande de fréquence 10 à 14 kHz. Les ondes VLF ont la propriété de se propager sur toute la Terre par « guide d'ondes » entre le sol et l'ionosphère. Un mobile pouvait ainsi recevoir partout quatre ou cinq stations et calculer sa position avec une précision de quelques milles. Le système, peu précis, lourd et coûteux au sol, a été abandonné dans les années 1990. Un système similaire fut développé par l'ex-URSS.  
Le premier système opérationnel par satellite est le TRANSIT. Il utilisait le phénomène du Doppler, qui fait varier la fréquence de réception d'un satellite (par exemple) selon l'angle de sa vitesse. Connaissant la position du satellite (ses "éphémérides") la mesure de Doppler pendant son passage permet de faire un calcul de position. La fréquence utilisée était de 400 MHz. Une dizaine de satellites permettaient un point toutes les heures environ, de précision similaire au point astronomique.

## Les systèmes actuels

### Les systèmes de positionnement par satellite
Ils permettent à un récepteur mobile de se positionner dans un système géodésique, à l'aide d'une constellation de satellites en orbite. On peut citer GPS (américain), GLONASS (russe), GALILEO (européen) et Beidou (chinois)

### Les systèmes à base terrestre
Ces systèmes utilisent des balises fixes (radiophares, radiobalises) pour permettre à un récepteur mobile de se positionner :
- les systèmes côtiers : le SYLEDIS en Europe occidentale et les radiophares (ces derniers ne donnant qu'un lieu de position) ;
- les systèmes hauturiers : le LORAN C (Atlantique nord, Pacifique nord, Océan Indien nord), le LORAN A (Chine, Japon) et Chaïka (Pacifique nord-ouest) ;
- les systèmes aéronautiques : radiobalises, VOR, ILS et DME ;
- les systèmes de radiolocalisation de spéléologie : Arcana[2],[3]

Les systèmes de positionnement à base terrestre fonctionnent suivant deux modes :
- le mode circulaire : la mesure du temps de parcours d'un signal (généralement trajet aller-retour) entre le mobile et un émetteur situé à terre permettait de calculer la distance D émetteur-navire ; le navire se trouvait donc sur un cercle de rayon D ; à l'aide de deux (ou mieux trois) émetteurs, on déterminait ainsi la position du mobile, à l'intersection des cercles. Le SYLEDIS fonctionne soit en mode circulaire, soit en mode hyperbolique.
- le mode hyperbolique : la mesure par le mobile de la différence des temps d'arrivée de signaux issus d'émetteurs synchronisés donnait un lieu de position (hyperbole dont les émetteurs étaient aux foyers) ; la combinaison des signaux issus de plusieurs balises donnait la position du mobile (navire ou aéronef), à l'intersection des hyperboles ; exemples de systèmes hyperboliques : LORAN.

### Les systèmes mixtes

#### Suisse
Le Swiss Positioning Service (swipos) fournit la référence spatiale officielle actuelle de la Suisse basée sur les systèmes de satellites GPS, GLONASS et Galileo à l'aide de 31 stations AGNES et de plusieurs stations dans les pays voisins. 

## Les principes de base en aviation

### Les radials et les QDR
Les radials sont des axes radioélectriques qui sont repérés par leur mesure angulaire à partir du Nord magnétique.
Ils sont générés par une balise radioélectrique.
QDR : relèvement magnétique de l'aéronef par une station.
QDM : relèvement magnétique de la station par l'aéronef.
Une balise radioélectrique permet de définir 360 radials de 0° à 360° de un degré en un degré.
Le radial pointé vers le nord est le 0 ou 360, vers l'est le 090, vers le sud le 180, et vers l'ouest le 270.
Chaque radial est une demi-droite et qu'il ne faut pas confondre, par exemple le radial 200 avec le radial 020.
Note : QDM = QDR-180° (si ΔR = ΔDm ou si Dm varie peu et la distance station-aéronef est faible).

## Utilisation maritime
Tenant compte du fait que l'intensité du trafic maritime qui augmente d'année en année et les risques environnementaux graves qui apparaissent avec l'explosion de la demande sur les produits pétroliers et chimiques, la nécessité d’utilisation des systèmes de radio navigation précis et efficaces devient d'urgence. Pour cela, l'OMI ainsi que d'autres organismes comme le DOT(Departement of transportation des États-Unis) et le IMRAMN (the international meeting on radio aids to maritime navigation) ont  fixé des normes de précision qui seront prises en compte pour la construction de ces systèmes.
Le DOT recommande pour la navigation océanique et hauturière une précision de pas plus 4 milles et un intervalle de temps entre deux points qui dépasse pas 2 heures, et pour la navigation portuaire ou pilotage une précision de 8 à 20 mètres et un intervalle de temps entre 2 et 10 secondes. 
Cependant les systèmes de radionavigation maritime peuvent être classés en trois catégories selon le principe de fonctionnement:
I - les systèmes à principe directionnel recherchant la direction des émetteurs. Par la suite la position du récepteur sera calculée par la triangulation des relèvements obtenu des émetteurs (ici l'émetteur peut être un objet réflecteur du signal envoyé). Les systèmes de navigation maritime utilisant ce principe sont par exemple les radars et les racons.
II - les systèmes circulaires qui sont des récepteurs qui calculent la distance entre eux et les émetteurs par mesure du temps parcouru par l'onde entre les émetteurs et les récepteurs. Les systèmes utilisant ce principe sont les radars, GPS/GLONASS et le LORAN-C.
III- les systèmes à principe hyperbolique mesurent la différence de distance entre le récepteur et plusieurs émetteurs de façon à obtenir une intersection des hyperboles, le LORAN-C utilise ce principe mais en adoptant deux mesures, premièrement la mesure grossière (il mesure le temps parcouru par l'onde), deuxièmement la mesure fine (il mesure le déphasage); par contre la radiobalise de localisation des sinistres (EPIRB) utilise le procédé de la mesure Doppler.

## Évolutions en cours
Le GPS répond à la plupart des besoins de navigation maritime, mais le principe d'un second système de secours est maintenu, assuré aujourd'hui par le LORAN, et les radiophares, en cas de panne ou de dégradation du GPS.
En aéronautique, le problème est plus complexe en raison des enjeux de sécurité. Les améliorations de la précision et de l'intégrité du signal GPS sont assurées aujourd'hui par les systèmes complémentaires (WAAS EGNOS), mais un second système indépendant est en développement avec Galileo. 
Ceci reste insuffisant pour abandonner les autres systèmes locaux ou régionaux terrestres, et amène aux discussions en cours sur un système hyperbolique de remplacement basé sur le LORAN, appelé E-LORAN, de précision et couverture suffisante en navigation au large ou en approche, maritime ou aéronautique.
Les ingénieurs aéronautiques travaillent désormais sur les projets d'approche de précision courbe. Il s'agit d'une sorte d'ILS avec un LOC courbe, ce qui permettrait de gagner de l'espace aérien dans les zones enclavées et de renforcer la sécurité des percées dans des zones à fort trafic. Couplés au PA, ces systèmes pourraient être expérimentés entre 2020 et 2025.